# Шоноктуйське сільське поселення
Шонокту́йське сільське поселення (рос. Шоноктуйское сельское поселение) — сільське поселення у складі Борзинського району Забайкальського краю Росії.
Адміністративний центр та єдиний населений пункт — село Шоноктуй.

## Населення
Населення сільського поселення становить 240 осіб (2019; 306 у 2010, 429 у 2002).